# Sylviane Agacinski
Sylviane Agacinski, född 4 maj 1945 i Nades (Allier), är en fransk filosof.  Agacinski har publicerat ett dussintal böcker och många artiklar, varav de senaste behandlar frågor om förhållandet mellan könen. Hon har bl.a. argumenterat mot legalisering av surrogatmödraskap och mot samkönade äktenskap. 1994 gifte hon sig med Lionel Jospin, som senare kom att bli Frankrikes premiärminister.